# Qualificazioni al Campionato africano femminile di pallacanestro 2019
Le qualificazioni per il Campionato africano di pallacanestro femminile 2019 misero in palio sette posti per gli Campionati africani 2019 che si sono tenuti in Costa d'Avorio.

## Qualificate di diritto
Grazie ai risultati della precedente edizione:
- Mali
- Mozambico
- Senegal
- Nigeria

## Eliminatorie Zona I
Tunisia unica partecipante.

## Eliminatorie Zona II
| Squadra    | P.ti | G | V | P | PF  | PS  | DP  |
| ---------- | ---- | - | - | - | --- | --- | --- |
| Capo Verde | 3    | 2 | 1 | 1 | 108 | 98  | +10 |
| Guinea     | 3    | 2 | 1 | 1 | 98  | 108 | -10 |

## Eliminatorie Zona III
Costa d'Avorio qualificata

## Eliminatorie Zona IV
| Squadra      | P.ti | G | V | P | PF  | PS  | DP  |
| ------------ | ---- | - | - | - | --- | --- | --- |
| Camerun      | 3    | 2 | 1 | 1 | 161 | 112 | +49 |
| RD del Congo | 3    | 2 | 1 | 1 | 112 | 161 | −49 |

Wild card a  RD del Congo.

## Eliminatorie Zona V
| Squadra | P.ti | G | V | P | PF  | PS  | DP  |
| ------- | ---- | - | - | - | --- | --- | --- |
| Egitto  | 6    | 3 | 3 | 0 | 214 | 193 | +21 |
| Uganda  | 5    | 3 | 2 | 1 | 183 | 163 | +20 |
| Kenya   | 4    | 3 | 1 | 2 | 220 | 232 | -12 |
| Ruanda  | 3    | 3 | 0 | 3 | 189 | 218 | -29 |

Wild card a  Kenya.

## Eliminatorie Zona VI
| Squadra  | P.ti | G | V | P | PF  | PS  | DP  |
| -------- | ---- | - | - | - | --- | --- | --- |
| Angola   | 4    | 2 | 2 | 0 | 189 | 117 | +72 |
| Zimbabwe | 2    | 2 | 0 | 2 | 117 | 189 | -72 |

## Eliminatorie Zona VII
Torneo non disputato.